# Андре Аю
Андре́ Аю́ (фр. André Ayew; нар. 17 грудня 1989, Секлен, Франція) — ганський футболіст. Атакувальний півзахисник та нападник збірної Гани. Син Абеді Пеле.

## Досягнення
- Володар Кубку французької ліги (2):

«Марсель»: 2010-11, 2011-12
- Володар Суперкубка Франції (2):

«Марсель»: 2010, 2011
- Чемпіон Катару (1):

«Ас-Садд»: 2021-22
- Володар Кубка Еміра Катару (1):

«Ас-Садд»: 2021

### Збірні
- Чемпіон Африки (U-20) (1):

Молодіжна збірна Гани: 2009
- Чемпіон світу (U-20) (1):

Молодіжна збірна Гани: 2009
- Срібний призер Кубка африканських націй: 2010, 2015
- Бронзовий призер Кубка африканських націй: 2008